# Sec61 Translocon β
Sec61 Translocon β (synonym Sec61β, Sec61B) ist ein Transmembranprotein in Wirbeltieren. Es ist Teil des Translocons (Sec61 Translocon) zum Import von Proteinen mit KDEL-Signalsequenz aus dem Zytosol ins endoplasmatische Retikulum.

## Eigenschaften
Sec61 ist bei Wirbeltieren ein Heterotrimer und besteht aus den drei Proteinen Sec61 Translocon α1 (Sec61A1), Sec61B und Sec61G. Sec61 bildet eine Pore mit Verschluss, die für Proteine mit KDEL-Signalsequenz geöffnet wird. Nach der Translation wird das Methionin an der Position 1 abgespalten. Am Cystein der Position 39 ist es palmitoyliert.